# 高畠石
高畠石（たかはたいし）は、山形県東置賜郡高畠町の名産である石材である。大谷石、秋保石などと同じく火山の噴火で噴出した火山灰の堆積でできた石である。無数の気泡がある。
7世紀末頃から、高畠町の各地に残る横穴式石室で既に使われており、江戸時代には家の土台や墓石などとして広く使われるようになった。本格的な採石が始められたのは大正時代になってからで、最盛期は1954年（昭和29年）頃とされている。現在でも、天然石材の持つ暖かさや質感が好まれて様々な用途に用いられている。
高畠石は、石切場の名前を付けて細分化されて呼ばれている。瓜割石、羽山石、高安石、味噌根石、大笹生石、西沢石、海上石、細越石、沢福楽（さんぶくら）石などがある。
廃止になった山形交通高畠線の高畠駅（現存するJR奥羽本線の高畠駅とは異なる）には、瓜割石を使って建てられた駅舎があり、今も保存されている。